# Trnávka, Nový Jičín
Trnávka là một làng thuộc huyện Nový Jičín, vùng Moravskoslezský, Cộng hòa Séc.